# Draaien (verspaningstechniek)

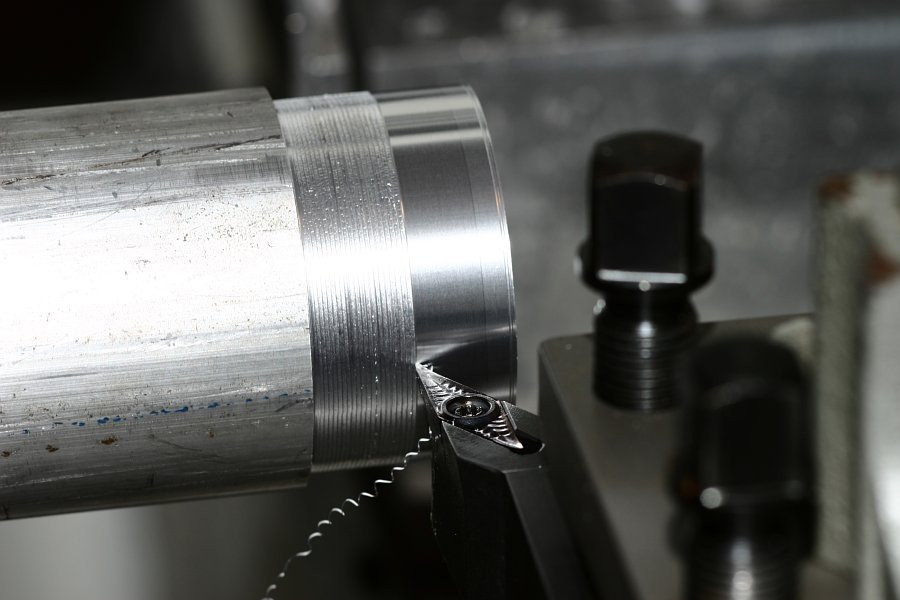

Draaien is een verspaningstechniek, waarbij het product ronddraait en daarmee de snijbeweging uitvoert. De beweging in langsrichting en dwarsrichting wordt uitgevoerd door de beitel. Draaien wordt uitgevoerd op een draaibank. Er zijn allerlei vormen van draaien.

## Processen

### Langsdraaien
Bij het langsdraaien verplaatst de beitel zich in een rechte lijn, parallel aan de as van het product. Dit proces wordt toegepast voor het vervaardigen van cilindrische assen, die op deze manier op een bepaalde diameter worden gebracht.

### Dwarsdraaien
Bij het dwarsdraaien verplaatst de beitel zich uitsluitend dwars op het product. Dit kan worden gebruikt voor eindvlakken of voor een vertrapping naar een andere diameter. Bij het voordraaien beweegt de beitel zich meestal in de richting van de as van het product, bij het nadraaien er juist vanaf, naar buiten toe.

### Steken
Bij het steken beweegt het gereedschap zich dwars op of parallel aan de as van het product. In tegenstelling tot langs- en of dwarsdraaien wordt er niet een laag van het product afgedraaid, maar wordt er een groef in gemaakt. Steekbewerkingen worden doorgaans in één beweging uitgevoerd. Er zijn drie vormen van steken:
1. Bij het insteken beweegt het gereedschap zich in de richting van de as van het product, en maakt een rondom het product lopende groef. Deze groef kan verschillende vormen hebben, bepaald door het gebruikte gereedschap.
2. Het afsteken gaat hetzelfde in zijn werk als het insteken, maar de hoofdsnijkant van de beitel staat onder een hoek ten opzichte van de productas. Bij dit proces steekt men de beitel net zo lang verder in de richting van de productas totdat het afbreekt. Zo kan een voltooid product worden gescheiden van eventueel restmateriaal.
3. Bij het kopsteken beweegt het gereedschap zich parallel met de as van het product en steekt een kopvlak in. Op deze manier kan in het kopvlak een cirkelvormige groef worden gedraaid. Dit proces wordt toegepast voor het maken van grote boringen, en om O-ringen te kunnen bevestigen.

### Profieldraaien
Het profieldraaien is verwant aan steken. Bij profieldraaien heeft de hoofdsnijkant van het gereedschap de vorm van het product of van een gedeelte daarvan, zodat met een enkele steekbeweging het gewenste profiel in het product kan worden aangebracht. Het is ook mogelijk dat het profiel wordt aangebracht door een beweging te maken die gelijk is aan het langsdraaien. Dit is bijvoorbeeld om een radius aan een werkstuk te draaien.

### Conusdraaien
Het conusdraaien wordt gebruikt voor het produceren van conische assen. Hiervoor zijn twee methoden. Bij de eerste methode wordt de zogenaamde bovenslede in de hoek geplaatst die men wil bereiken. Bij kleinere draaimachines moet deze met de hand langs het product worden bewogen, bij grotere draaimachines is de as van de bovenslede aanstuurbaar, zodat de voeding gebruikt kan worden om een conus te draaien. Bij de tweede methode wordt het product ingeklemd tussen twee centerpunten die niet in lijn staan. Daardoor wordt het product schuin ingeklemd. Vervolgens wordt er een beitel langs geleid die parallel gaat met de assen van de afzonderlijke centerpunten.

### Kopieerdraaien
Bij het kopieerdraaien kunnen vastgelegde vormen worden overgebracht op het product, vanaf een sjabloon of een conuslinieaal. Hierbij wordt het origineel afgetast en wordt de vorm daarvan omgezet in bewegingen in langs- en dwarsrichting. Met behulp van de conusliniaal kunnen deze richtingen aan elkaar worden gekoppeld met een bepaalde verhouding. Op deze manier kunnen conische assen worden gemaakt tot rond de 500 mm lengte. Bij het gebruik van een sjabloon is de snelheid in de langsrichting constant, terwijl de dwarspositie de sjabloon volgt.

### Draaien met numerieke besturing (NC)
Bij numerieke besturing wordt de draaibank geautomatiseerd aangestuurd. Gebaseerd op de vorm van het te maken product zijn de door de draaibank te volgen bewegingen vastgelegd in een ponsband of in een gegevensbestand. Zo'n gegevensbestand wordt doorgaans gemaakt met behulp van ontwerp- en simulatiesoftware. Bij het ontwerp dient rekening te worden gehouden met de mogelijkheden en eigenschappen van de beitel. Het proces is geschikt voor complexe producten.

### Schroefdraadsnijden
Het schroefdraadsnijden is een combinatie van insteken en langsdraaien. De beitel wordt in het product gestoken, maar doordat er volgens een ingestelde verhouding ook een beweging is in de lengterichting ontstaat er schroefdraad.

### CNC
CNC is een acroniem (afkorting) voor Computer Numerical Control. Het begrip slaat op de computergestuurde regeling van werktuigen, meestal in de verspaningstechniek, die snel en nauwkeurige stukken moeten maken in metaal of hout. Dit gebeurt meestal met behulp van een programma dat gegenereerd wordt in een CAM-systeem. Meestal gebruikt men hiervoor nog de EIA-274-D standaard, ook wel G-code genoemd. De M-code wordt ook vaak gebruikt om bijkomende functies (zoals gereedschapswissel) aan te roepen.

### Formules
{\displaystyle D}: de diameter van het ingeklemde materiaal in mm;
{\displaystyle v_{c}}: de snijsnelheid in mm/min, afhankelijk van het gebruikte materiaal;
{\displaystyle n}: het toerental van het product, in aantal omwentelingen per minuut;
{\displaystyle F}: de voeding, d.w.z. de snelheid waarmee de beitel zich verplaatst in het materiaal, in mm/omw;
{\displaystyle v_{F}}: de voedingssnelheid in mm/min.
Voor het toerental geldt:
{\displaystyle n={\frac {1000\times v_{c}}{\pi \times D}}}
Voor de voedingssnelheid geldt:
{\displaystyle v_{F}=n\times F}.